# Боумонт (град, Калифорния)
Боумонт (на английски: Beaumont) е град в окръг Ривърсайд, щата Калифорния, САЩ. Боумонт е с население от 32663 жители (2008) и обща площ от 70,4 km². Намира се на 796 m надморска височина. ЗИП кодовете му са 92223, а телефонният му код е 951.